# Estação Mutange
A Estação Mutange foi uma das estações do Sistema de Trens Urbanos de Maceió, situada em Maceió, entre a Estação Bom Parto e a Estação Bebedouro, desativada em 2020, após os afundamentos do solo da capital alagoana e sem prazo estipulado para reativação. 
Foi inaugurada em 1995. Localiza-se na Avenida Major Cícero de Goés Monteiro. Atende o bairro do Mutange.

### Fechamento
No dia 19 de março de 2020 a CBTU, empresa responsável pela operação do Sistema de Trens Urbanos de Maceió, extinguiu o funcionamento da estação, seguindo as recomendações da Braskem, por estar em uma das áreas de risco devido o Afundamento do solo de Maceió.